# فرد تیدت
فرد تیدت (انگلیسی: Fred Tiedt; ۱۶ اکتبر ۱۹۳۵ – ۱۵ ژوئن ۱۹۹۹) بوکسور اهل جمهوری ایرلند بود.